# Swiss Indoors 1980
Lo Swiss Indoors 1980, noto anche come Davidoff Swiss Indoors per motivi di sponsorizzazione, è stato un torneo di tennis giocato sul cemento indoor. È stata l'11ª edizione del torneo e faceva parte del Volvo Grand Prix 1980. Si è giocato a Basilea in Svizzera dal 13 al 19 ottobre 1980.

## Campioni

### Singolare maschile
Ivan Lendl ha battuto in finale  Björn Borg con il punteggio di 6–3, 6–2, 5–7, 0–6, 6–4

### Doppio maschile
Kevin Curren /  Steve Denton hanno battuto in finale  Bob Hewitt /  Frew McMillan con il punteggio di 6–7, 6–4, 6–4